# 多米尼克·戴伊
多米尼克·戴伊（英語：Dominic Day；1985年8月22日—）是一位威爾斯橄欖球運動員。他是威爾斯國家橄欖球隊的一員，代表威爾斯參加了2015年世界盃橄欖球賽。